# Bélgica en la Copa Mundial de Fútbol de 1998
La selección de Bélgica fue uno de los 32 países participantes de la Copa Mundial de Fútbol de 1998, realizada en Francia. fue su quinta participación consecutiva en la Copa Mundial de Fútbol y su décima en total.

## Clasificación

### Grupo 7
| Pos. | Equipo       | Pts. | PJ | G | E | P | GF | GC | Dif. | Clasificación |     | NED | BEL | TUR | WAL | SMR |
| ---- | ------------ | ---- | -- | - | - | - | -- | -- | ---- | ------------- | --- | --- | --- | --- | --- | --- |
| 1    | Países Bajos | 19   | 8  | 6 | 1 | 1 | 26 | 4  | +22  | Clasificado   |     | —   | 3–1 | 0–0 | 7–1 | 4–0 |
| 2    | Bélgica      | 18   | 8  | 6 | 0 | 2 | 20 | 11 | +9   | Segunda Ronda |     | 0–3 | —   | 2–1 | 3–2 | 6–0 |
| 3    | Turquía      | 14   | 8  | 4 | 2 | 2 | 21 | 9  | +12  |               |     | 1–0 | 1–3 | —   | 6–4 | 7–0 |
| 4    | Gales        | 7    | 8  | 2 | 1 | 5 | 20 | 21 | −1   |               | 1–3 | 1–2 | 0–0 | —   | 6–0 |     |
| 5    | San Marino   | 0    | 8  | 0 | 0 | 8 | 0  | 42 | −42  |               | 0–6 | 0–3 | 0–5 | 0–5 | —   |     |

 Fuente: 

### Segunda Ronda
| Equipo 1 | Agr. | Equipo 2 | Ida | Vuelta |
| -------- | ---- | -------- | --- | ------ |
| Irlanda  | 2–3  | Bélgica  | 1–1 | 1–2    |

## Jugadores
Datos corresponden a situación previo al inicio del torneo
| #  | Nombre               | Posición      | Edad | PJ Sel | Club            |
| -- | -------------------- | ------------- | ---- | ------ | --------------- |
| 1  | Filip De Wilde       | Portero       | 33   | -      | Anderlecht      |
| 2  | Bertrand Crasson     | Defensa       | 26   | -      | Napoli          |
| 3  | Lorenzo Staelens     | Defensa       | 34   | -      | Club Brujas     |
| 4  | Gordan Vidović       | Defensa       | 29   | -      | Mouscroun       |
| 5  | Vital Borkelmans     | Defensa       | 35   | -      | Club Brujas     |
| 6  | Franky van der Elst  | Mediocampista | 37   | -      | Club Brujas     |
| 7  | Marc Wilmots         | Mediocampista | 29   | -      | Schalke 04      |
| 8  | Luis Oliveira        | Delantero     | 29   | -      | Fiorentina      |
| 9  | Mbo Mpenza           | Delantero     | 21   | -      | Standard Lieja  |
| 10 | Luc Nilis            | Delantero     | 31   | -      | PSV Eindhoven   |
| 11 | Nico Van Kerckhoven  | Mediocampista | 27   | -      | Lierse          |
| 12 | Philippe Vande Walle | Portero       | 36   | -      | Aalst           |
| 13 | Dany Verlinden       | Portero       | 34   | -      | Club Brujas     |
| 14 | Enzo Scifo           | Mediocampista | 32   | -      | Anderlecht      |
| 15 | Philippe Clement     | Mediocampista | 24   | -      | KRC Genk        |
| 16 | Glen De Boeck        | Defensa       | 26   | -      | Anderlecht      |
| 17 | Mike Verstraeten     | Defensa       | 30   | -      | Germinal Ekeren |
| 18 | Gert Verheyen        | Delantero     | 27   | -      | Club Brujas     |
| 19 | Eric Van Meir        | Defensa       | 30   | -      | Lierse          |
| 20 | Émile Mpenza         | Delantero     | 19   | -      | Standard Lieja  |
| 21 | Danny Boffin         | Mediocampista | 32   | -      | FC Metz         |
| 22 | Eric Deflandre       | Defensa       | 24   | -      | Club Brujas     |
| DT | Georges Leekens      |               |      |        |                 |

## Participación

### Primera fase

#### Grupo E
| Equipo        | Pts | PJ | PG | PE | PP | GF | GC | Dif |
| ------------- | --- | -- | -- | -- | -- | -- | -- | --- |
| Países Bajos  | 5   | 3  | 1  | 2  | 0  | 7  | 2  | 5   |
| México        | 5   | 3  | 1  | 2  | 0  | 7  | 5  | 2   |
| Bélgica       | 3   | 3  | 0  | 3  | 0  | 3  | 3  | 0   |
| Corea del Sur | 1   | 3  | 0  | 1  | 2  | 2  | 9  | -7  |

| 13 de junio de 1998, 21:00 | Países Bajos | 0:0     | Bélgica | Stade de France, Saint-Denis                                           |                                                                        |
|                            |              | Reporte |         | Asistencia: 77.000 espectadores Árbitro(s): Pierluigi Collina (Italia) | Asistencia: 77.000 espectadores Árbitro(s): Pierluigi Collina (Italia) |

| 20 de junio de 1998, 17:30 | Bélgica          | 2:2 (1:0) | México                              | Parc Lescure, Burdeos                                             |                                                                   |
|                            | Wilmots 42', 47' | Reporte   | García Aspe 55' (pen.) · Blanco 62' | Asistencia: 31.800 espectadores Árbitro(s): Hugh Dallas (Escocia) | Asistencia: 31.800 espectadores Árbitro(s): Hugh Dallas (Escocia) |

| 25 de junio de 1998, 16:00 | Bélgica  | 1:1 (1:0) | Corea del Sur | Parque de los Príncipes, París                                      |                                                                     |
|                            | Nilis 7' | Reporte   | Yoo 72'       | Asistencia: 45.500 espectadores Árbitro(s): Márcio Rezende (Brasil) | Asistencia: 45.500 espectadores Árbitro(s): Márcio Rezende (Brasil) |